# Liga Mexicana 1912/13
In 1912/13 werd het elfde seizoen gespeeld van de Liga Mexicana de Football Amateur Association, de hoogste voetbalklasse van Mexico. Nieuweling CF México werd kampioen.

## Eindstand
| Plaats | Club       | Wed. | W | G | V | Saldo | Ptn. |
| ------ | ---------- | ---- | - | - | - | ----- | ---- |
| 1.     | CF México  | 8    | 5 | 1 | 2 | 14:10 | 11   |
| 2.     | Pachuca AC | 8    | 4 | 2 | 2 | 13:6  | 10   |
| 3.     | Rovers FC  | 8    | 4 | 2 | 2 | 15:7  | 10   |
| 4.     | Reforma    | 8    | 2 | 2 | 4 | 6:15  | 6    |
| 5.     | España FC  | 8    | 1 | 1 | 6 | 7:17  | 3    |

|  | Kampioen |

### Kampioen
| Liga Mexicana de 1912/13   |
| Mexico                     |
| -------------------------- |
| MÉXICO Kampioen (1° titel) |

## Topschutters
| Speler          | Speler                | Goals | Club      |
| --------------- | --------------------- | ----- | --------- |
| Vlag van Mexico | Jorge Gómez de Parada | 5     | CF México |